# Juan Latrónico
Juan Latrónico fue un payador, compositor y actor de cine y teatro argentino.

## Carrera
Actor de reparto muy recurrido en la época de oro del cine argentino, brilló sobre todo en la década de 1950 con estrellas como Olga Zubarry, Manuel Collado, Carlos Thompson, Narciso Ibáñez Menta, Ricardo Trigo, entre otros . Trabajó bajo la dirección de maestros como Manuel Romero, Leopoldo Torres Ríos y  Mario C. Lugones.
Inició su profesión en 1930 en el circo junto a su hermana Chela Latrónico, Blanca Castro, Ángela Sanguinetti y Pedro Campos. Fue uno de los que mejor encarnó el personaje de Santos Vega en el circo. El conoció como casi toda la gente de circo a quien, al final de su vida, por su infinita bondad, era el querido "viejo Espíndola". Cantor, conocido en su ciudad de Mercedes como "el zorzal mercedino", Latrónico era también cultor de la versificación y la payada. En una de las muchas giras con que recorre el país actuando como actor en diversos circos llega a la localidad de General O'Brien en la provincia de Buenos Aires y en el diario local El Pueblo publica en 1941 su milonga titulada En el viejo Parque Goal, relatando una de las tenidas payadoriles que se efectuaban en un reducto de la Avenida de Mayo.
En cine debuta en 1948 con Novio, marido y amante, junto al brillante actor Enrique Serrano y Tilda Thamar. Se despide en Somos todos inquilinos con las direcciones de Carlos Torres Ríos, Juan Carlos Thorry y Enrique Carreras, protagonizada por Tito Climent, Inés Fernández y Guido Gorgatti.
Parelelamente a su labor en la pantalla grande actuó en decenas de obras teatrales, generalmente con la compañía de Juan Carlos Thorry.

## Filmografía
- 1954: Somos todos inquilinos
- 1952: La encrucijada
- 1951: Derecho viejo
- 1950: Abuso de confianza
- 1948: Novio, marido y amante

## Teatro
- Colombo (1953), estrenada en el Teatro Smart, con la Compañía de Juan Carlos Thorry y Analia Gadé.[3]
- Petit Café (1951), estrenada en salón Gran Splendid, con la compañía de Thorry.

## Composiciones
- En el viejo Parque Goal